# لواء شهداء رياض الصالحين
 لواء شهداء رياض الصالحين  هو اسم قوة من الفدائيين المسلمين والتي تأسست تحت قيادة الزعيم الشيشاني شامل باساييف. في فبراير ومارس 2003، وصفت تلك القوة من قبل الولايات المتحدة ثم الأمم المتحدة بأنها منظمة إرهابية. وبعد عدة سنوات من الخمول، نشط لواء شهداء رياض الصالحين على يد إمارة القوقاز الإسلامية مجددًا في عام 2009. وفي عام 2011، ترأسه أصلان بيوتوكاييف المعروف باسم  الأمير حمزة .